# Северная Мутиха

Северная Мутиха — река в России, протекает в Красновишерском районе Пермского края. Устье реки находится в 0,9 км по левому берегу реки Южная Мутиха. Длина реки составляет 16 км. 
Исток реки лежит на отрогах Северного Урала в 9 км к северо-востоку от посёлка Волынка. Река течёт на восток, всё течение кроме низовий проходит по ненаселённой местности среди холмов, поросших тайгой. Приток - Рассоха (левый). В нижнем течении протекает через посёлок Мутиха, в котором и впадает в Южную Мутиху в 900 метрах выше впадения самой Южной Мутихи в Акчим.

## Данные водного реестра
По данным государственного водного реестра России относится к Камскому бассейновому округу, водохозяйственный участок реки — Кама от водомерного поста у села Бондюг до города Березники, речной подбассейн реки — бассейны притоков Камы до впадения Белой. Речной бассейн реки — Кама.
По данным геоинформационной системы водохозяйственного районирования территории РФ, подготовленной Федеральным агентством водных ресурсов:
- Код водного объекта в государственном водном реестре — 10010100212111100004686
- Код по гидрологической изученности (ГИ) — 111100468
- Код бассейна — 10.01.01.002
- Номер тома по ГИ — 11
- Выпуск по ГИ — 1